# Seezunge

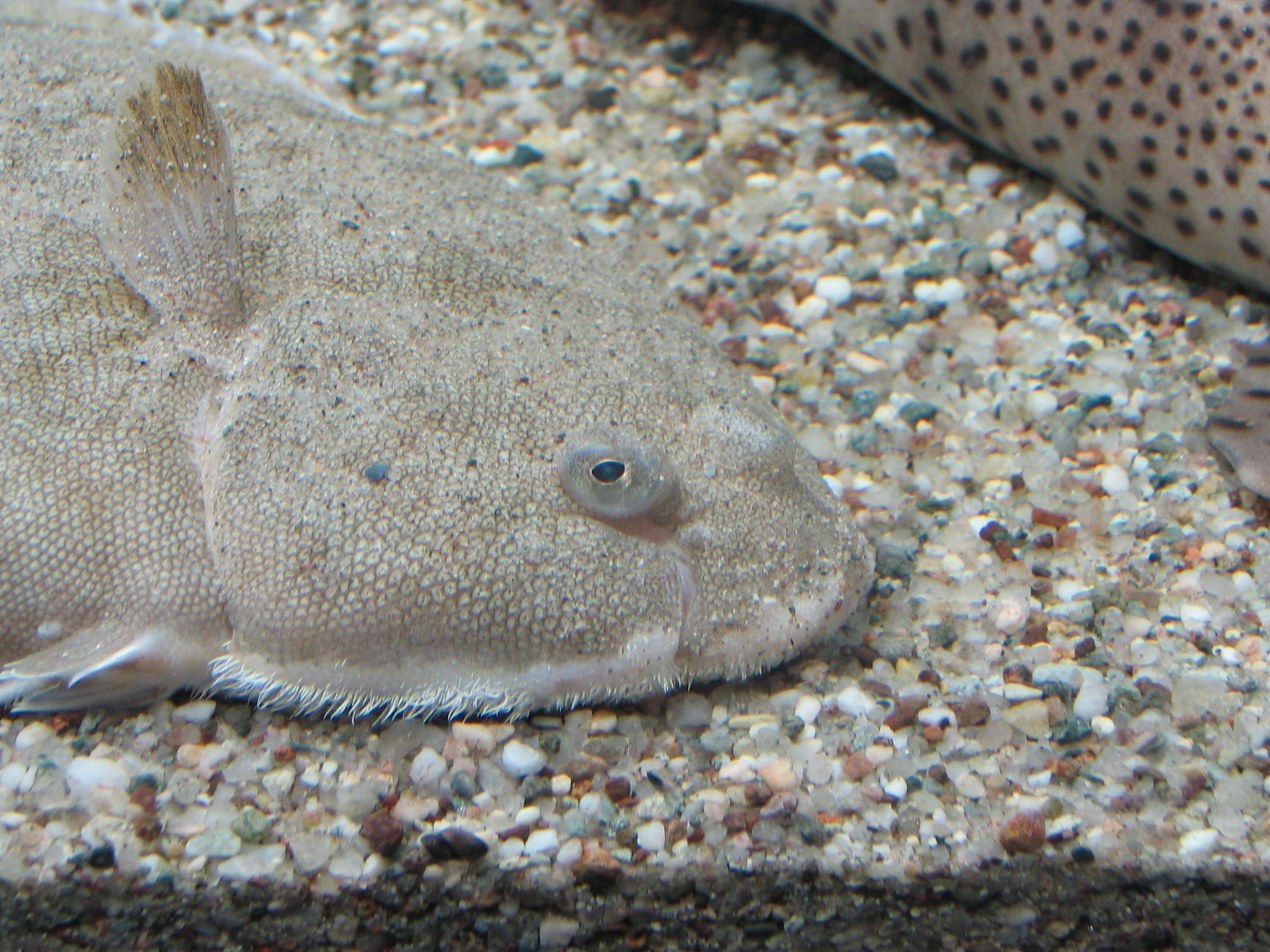
Kopf der Seezunge

Die Seezunge (Solea solea) gehört zur Ordnung der Plattfische (Pleuronectiformes) und ist einer der begehrtesten und teuersten Speisefische.

## Verbreitung
Sie kommt in der Nordsee, im Skagerrak und Kattegat, an der Küste Norwegens südlich von Trondheim, rund um die Britischen Inseln, im Ärmelkanal, in der Biskaya, rund um die Iberische Halbinsel, im Mittelmeer, im Marmarameer und im westlichen Schwarzen Meer vor. Im östlichen Atlantik reicht ihr Verbreitungsgebiet südlich bis zum Senegal. Sie lebt küstennah, auf sandigen und weichen Böden normalerweise in Tiefen von 10 bis 60, seltener bis 150 Meter tief.

## Merkmale
Die Seezunge ist ein rechtsäugiger Plattfisch (d. h. beide Augen liegen auf der rechten Körperseite), wird maximal 60 bis 70 cm lang (normalerweise nur 35 cm) und maximal 26 Jahre alt. Männchen bleiben meist etwas kleiner. Die Seezunge hat einen ovalen, langgestreckten Körper und eine abgerundete Kopfform. Die Oberseite ist graubraun bis rotbraun mit undeutlichen dunklen Flecken, ihre Unterseite hellgrau bis weiß. Die Nasenöffnungen liegen auf der Blindseite, sind weit voneinander getrennt und klein. Die Rückenflosse beginnt auf dem Kopf vor den Augen. Die Brustflossen sind gleich lang, der körperferne Teil der Brustflosse auf der Augenseite rußig schwarz. Auch der hintere Teil der Schwanzflosse ist dunkler als der übrige Körper.
- Flossenformel: Dorsale 6–9, Anale 61 – 74, Pectorale (Augenseite) 9–10.

## Lebensweise
Die Seezunge ist ein nachtaktiver Einzelgänger und ernährt sich von Borstenwürmern, dünnschaligen Muscheln und kleinen Krebstieren. Die Beute wird mit Hilfe von fädigen Sinnesknospen auf der Blindseite des Mauls aufgespürt. Den Winter verbringen die Fische in tieferen Wasserschichten.

## Fortpflanzung
Zum Laichen unternehmen Seezungen lange Wanderungen in bestimmte Laichgebiete. Während der Wanderungen sind sie pelagisch. Die Laichzeit im Mittelmeer fällt in den Februar, rund um Irland und an der Küste Südenglands laichen sie von Mai bis Juni und in der Nordsee, vor allem im Wattenmeer, im Skagerrak und Kattegat von April bis Juni. Das Laichen findet in Tiefen von 20 bis 50 Metern bei Wassertemperaturen von 6 bis 12 °C statt. Die Weibchen legen 100.000 bis 150.000 Eier, die einen Durchmesser von 3–4 mm haben. Nach etwa 10 Tagen schlüpfen die Larven, die dann 3,5 mm lang sind. Sie leben zunächst pelagisch. Nach 4–6 Wochen findet die Metamorphose zum jungen Plattfisch statt. Die Jungfische sind dann etwa 12 bis 14 mm lang und gehen anschließend zum Bodenleben über. Die Geschlechtsreife erreichen die Fische mit 3 bis 5 Jahren bei einer Länge von 25 bis 35 cm.

## Fischerei und Nutzung
Die Seezunge wird mit normalen Schleppnetzen, Baumkurren und Stellnetzen gefangen, üblicherweise als Beifang bei der Fischerei auf Schollen. Sie hat festes, weißes Fleisch. Sie kann gedünstet oder gebraten werden und wird meistens als ganzer Fisch serviert. Die teure Seezunge (engl. dover sole) kann leicht mit der nicht so wertvollen Rotzunge (engl. lemon sole) verwechselt werden. Deren Fleisch ist nicht ganz so fest und geschmacksintensiv, ihre Oberseite ist dunkler bis schwarz. Laut Bundesforschungsanstalt für Fischerei gab es Ende 2006 in den europäischen Seegebieten „noch mindestens 60.000 Tonnen Seezungen“. 